# Госнелл, Раджа
Раджа Госнелл (англ. Raja Gosnell; род. 9 декабря 1958, Лос-Анджелес, штат Калифорния, США) — американский кинорежиссёр и монтажёр. В начале карьеры сотрудничал с Робертом Олтменом и Уильямом Рейнольдсом. Наиболее известен как монтажёр фильмов Криса Коламбуса и режиссёр комедийных фильмов.

## Фильмография

### Монтажёр
- 1982 — Молчание (Silence, The) … короткометражка
- 1984 — Одинокий парень (Lonely Guy, The)
- 1986 — Монстр из шкафа (Monster in the Closet)
- 1986 — Weekend Warriors
- 1986 — Месть солдата (Vengeance of a Soldier)
- 1987 — Волчонок 2 (Teen Wolf Too)
- 1988 — Мёртв по прибытии (D.O.A.)
- 1988 — Отель разбитых сердец (Heartbreak Hotel)
- 1988 — Jailbird Rock
- 1990 — Большой секс-скандал по-американски (ТВ) (Jury Duty: The Comedy)
- 1990 — Красотка (Pretty Woman)
- 1990 — Один дома (Home Alone)
- 1991 — Поймёт лишь одинокий (Only the Lonely)
- 1992 — Ти-боун и Уизел (ТВ) (T Bone N Weasel)
- 1992 — Один дома 2: Потерявшийся в Нью-Йорке (Home Alone 2: Lost in New York)
- 1993 — Новичок года (Rookie of the Year)
- 1993 — Миссис Даутфайр (Mrs. Doubtfire)
- 1994 — Чудо на 34-й улице (Miracle on 34th Street)
- 1995 — Девять месяцев (Nine Months)

### Режиссёр
- 1997 — Один дома 3 (Home Alone 3)
- 1999 — Нецелованная (Never Been Kissed)
- 2000 — Дом большой мамочки (Big Momma’s House)
- 2002 — Скуби-Ду (Scooby-Doo)
- 2004 — Скуби-Ду 2: Монстры на свободе (Scooby Doo 2: Monsters Unleashed)
- 2005 — Твои, мои и наши (Yours, Mine and Ours)
- 2008 — Крошка из Беверли-Хиллз (Beverly Hills Chihuahua)
- 2011 — Смурфики (Smurfs, The)[2]
- 2013 — Смурфики 2 (The Smurfs 2)
- 2018 — Псы под прикрытием (Show Dogs)